# Jared Ingersoll
Jared Ingersoll (24 de octubre de 1749–31 de octubre de 1822) fue un abogado y estadista americano de Filadelfia. Delegado al Congreso de Filadelfia, también fue uno de los firmantes de la Constitución de los Estados Unidos. Sirvió como compañero de campaña para DeWitt Clinton en las elecciones presidenciales de 1812, pero Clinton y Ingersoll fueron derrotados por James Madison y Elbridge Gerry.
Nacido en New Haven, Connecticut, Ingersoll estableció un bufete en Filadelfia después de graduarse de Yale College. En 1778, Ingersoll volvió tras una estancia en Europa para dedicarse a la causa de independencia. Ingersoll se convenció de que hacía falta un gobierno federal más fuerte que el de los Artículos de la Confederación y fue uno de los delegados presentes en la Convención de Filadelfia, donde llegó a apoyar la nueva Constitución.
Sirvió como fiscal general de Pensilvania desde 1791 hasta 1800 y desde 1811 hasta 1816. También sirvió como el abogado de los Estados Unidos para Pensilvania y como abogado de la ciudad de Filadelfia. 
Ingersoll se afilió con el Partido Federalista y se trastornó mucho la elección de Thomas Jefferson en 1800. En 1812, los federalistas decidieron apoyar a DeWitt Clinton como presidente y a Ingersoll como vicepresidente con la esperanza de derrotar al presidente en el cargo. Madison ganó la elección, además del estado natal de Ingersoll.

## Vida y carrera
Jared Ingersoll era defensor de la causa revolucionaria. Su entrenamiento como abogado lo convenció de que los problemas de los nuevos estados provenían de la insuficiencia de los Artículos de la Confederación. Se convirtió en un proponente temprano de la reforma constitucional, pero en un primer momento creía que esto se podía hacer simplemente introduciendo modificaciones en los Artículos. Tras semanas de debate, se convenció de que hacía falta un nuevo documento.

### Carrera hasta la Convención de Filadelfia
Ingersoll nació en New Haven, Connecticut, a Jared Ingersoll (1722–1781), un oficial británico prominente, quien fue cubierto de brea y plumas por ser lealista.
En 1765, la Ley del sello fue impuesta en las colonias, y la Corona nombró al mayor Jared Ingersoll como Maestro del Sello, el agente colonial en Londres para Connecticut. La animosidad que suscitaba la ley hizo que Ingersoll se convirtiera en el hombre más odiado de la colonia.
El menor Ingersoll se graduó de Hopkins Grammar School en New Haven en 1762, se graduó de Yale College en 1766, estudió derecho en Filadelfia, y fue admitido a la abogacía de Pensilvania en 1773. A instancias de su padre, se alejó de la lucha política doméstica estudiando en el Middle Temple en Londres primero y viajando por Europa después. Ingersoll pasó dieciocho meses en Paris, donde conoció a Benjamin Franklin.
Poco después de que las colonias declararan su independencia, Ingersoll renunció a la posición lealista de su familia, se dedicó a la causa de la independencia y volvió a casa. Con ayuda de amigos, estableció un bufete exitoso, y se hizo un delegado al Congreso Continental (1780-81). En 1781 se casó con Elizabeth Pettit. Ingersoll fue uno de los principales defensores de que hubiera una autoridad política, y llegó a ser un poderoso promotor de la reforma del gobierno nacional.

### Contribuciones a la Convención de Filadelfia
En la Convención, Ingersoll apoyaba la revisión de los Artículos de la Confederación, ya en vigor, pero finalmente se unió a la mayoría y apoyó un plan para un nuevo gobierno federal. Pese a su reputación como abogado, Ingersoll rara vez participó en las debates de la Convención, aunque asistió a todas las sesiones.

### Carrera después de la Convención de Filadelfia
En cuanto hubo un nuevo gobierno nacional, Ingersoll volvió a ejercer el derecho. Se postuló para la vicepresidencia como Federalista en 1812, sin éxito. Sirvió como fiscal general de Pensilvania (1790–99 y 1811–17), como abogado de la Ciudad de Filadelfia (1798–1801), y un abogado de los Estados Uniods para Pensilvania (1800–1801). Brevemente (1821–22), fue juez presidente de la corte distrital de Filadelfia.
Ingersoll hizo varias contribuciones al proceso constitucional mediante casos argüidos frente a la Suprema Corte. En un caso definitivo, Ingersoll representó el estado de Georgia en Chisholm v. Georgia (1793), un caso que dictaminó que un ciudadano de un estado no puede demandar otro estado en una corte federal. La Undécima enmienda de la Constitución rescindió esta decisión. Mediante representar a Hylton en Hylton v. US (1796), Ingersoll se involuncró con el primer desafío legal a la constituionalidad de una Ley de Congreso. En este caso, la Suprema Corte defendió el derecho del gobierno de imponer un impuesto sobre carros.  Ingersoll también sirvió como abogado en varios casos que aclararon asuntos constitucionales acerca de la jurisdicción de cortes estadounideneses, y relaciones con otras naciones, y defendió al Senador William Blount de Tennessee contra la destitución.

## Muerte
Jared Ingersoll falleció en Filadelfia a la edad de 73 años y fue enterrado en el Cementerio de Old Pine Street Church.